# Chiesa di Sant'Andrea Apostolo (Pescarolo ed Uniti)
La chiesa di Sant'Andrea Apostolo è la parrocchiale di Pescarolo ed Uniti, in provincia e diocesi di Cremona; fa parte della zona pastorale 4.

## Storia
Dal Liber Synodalium del 1385 s'apprende che la cappella di Pescarolo era filiale della pieve delle Lettere di San Giovanni; una seconda menzione di questo luogo di culto si trova nelle Rationes censum et decimarum del 1404.
Intorno al 1520 la chiesa fu visitata dal vescovo Gerolamo Trevisan e, nel 1599, da monsignor Cesare Speciano, il quale trovò che essa, avente alle sue dipendenze le cappelle di San Rocco e di Santa Maria, era sede la società del Santissimo Sacramento e che i fedeli ammontavano a 925.
Grazie a un documento del 1603 si conosce che all'epoca nel vicariato pescarolese erano inserite, oltre alla capopieve, anche le parrocchie di Pieve Terzagni, Gabbioneta, Isola Dovarese, Torre de' Picenardi, San Lorenzo Picenardi, Cansero, Cappella de' Picenardi, Pessina Cremonese, Stilo de' Mariani, Cicognolo, Vescovato, Ca' de' Stefani, Binanuova, Monticelli Ripa d'Oglio, Levata, Grontardo, Pozzo Baronzio e Villarocca.
Se nel 1780 i parrocchiani erano 1040, sei anni dopo risultavano saliti a 1070 e a 1130 nel 1808; nel XIX secolo fu soppresso il vicariato di Pescarolo.
La chiesa fu distrutta nel 1908 da un incendio; l'architetto Tancredi Venturini e l'ingegner Rinaldo Mazzolari vennero dunque incaricati di redigere i progetti per la ricostruzione. La prima pietra della nuova parrocchiale fu posta nel 1909 e i lavori vennero portati a compimento nel 1921.
Nello Stato del clero della diocesi di Cremona del 1935 si legge che la chiesa era compresa nel vicariato di Vescovato; nel 1975, con la riorganizzazione territoriale della diocesi, passò alla zona pastorale 9, per poi essere aggregata negli anni ottanta, alla zona pastorale 7 e successivamente alla zona pastorale 4.

## Descrizione

### Esterno
La facciata a salienti della chiesa, rivolta a sudest e sormontata da pinnacoli, è suddivisa verticalmente da paraste in tre porzioni: la centrale, abbellita da loggette, presenta il portale maggiore, preceduto dal protiro sorretto da colonne, e il grande rosone, mentre le ali laterali sono caratterizzate dagli ingressi secondari, anch'essi protetti da protiri, e da due rosoni di minori dimensioni.
Annesso alla parrocchiale è il campanile a pianta quadrata, la cui cella presenta su ogni lato una trifora ed è coronata dalla guglia a base circolare. 

### Interno
L'interno dell'edificio si compone di tre navate, divise da pilastri; al termine dell'aula si sviluppa il presbiterio, rialzato di alcuni gradini e chiuso dall'abside poligonale, sulle cui pareti si aprono delle finestre a sesto acuto.